# James Randi
James Randi, rodným jménem Randall James Hamilton Zwinge (7. srpna 1928 – 20. října 2020) byl kanadsko-americký jevištní kouzelník a vědecký skeptik, známý především díky svému zpochybňování tvrzení o existenci paranormálních jevů a kritice pseudověd. Randi je zakladatelem Vzdělávací nadace Jamese Randiho (v originále: James Randi Educational Foundation (JREF).
Svou kariéru začal jako kouzelník pod jménem The Amazing Randi (Úžasný Randi), ale po odchodu do důchodu ve věku 60 let se začal po většinu svého času věnovat zkoumání paranormálních jevů, okultismu a tvrzením o nadpřirozenu, které souhrnně nazývá "woo-woo".
Ačkoli je často označován jako "debunker" (ten, kdo odhaluje chybnost tvrzení, mýtů či myšlenek), Randimu se tento výraz pro jeho pojmový obsah moc nelíbí a raději se nazývá "vyšetřovatel". Píše o paranormálních jevech, skepticismu a historii kouzelnictví. Byl častým hostem v show The Tonight Show Starring Johnny Carson (Večerní show Johnyho Carsona) a občas se objevil v televizním programu Penn & Teller: Bullshit! (Penn & Teller: Kecy!). Nadace Jamese Randiho sponzorovala "Milionovou paranormální výzvu", která nabízela 1 000 000 amerických dolarů oprávněným žadatelům, kteří by byli schopni předvést důkaz jakéhokoli paranormálního, nadpřirozeného či okultního úkazu, děje či síly, v podmínkách odsouhlasených oběma stranami. Výzva byla poprvé vyhlášena v roce 1964 a byla ukončena v roce 2015 Jamesovým odchodem do důchodu. Žádný nadpřirozený jev se nepodařilo dokázat a tak cenu nikto nezískal.

## Mládí
Randi se narodil v Torontu v Ontariu v Kanadě jako syn Marie Alice (roz. Paradisové) a George Randalla Zwingea. Má mladšího bratra a sestru. Magii se začal věnovat poté, co zhlédl představení Harryho Blackstona a během 13 měsíců strávených v sádrovém krunýři po nehodě na kole, kdy četl knihy o kouzlech. Udivil lékaře, kteří se domnívali, že už nikdy nebude chodit. Ačkoli byl skvělým studentem, často chodil za školu a v 17 letech odešel ze střední školy, aby mohl vystupovat v pouliční karnevalové show jako kouzelník. Živil se jako mentalista na Kanadské národní výstavě v Torontu, psal také pro montrealský bulvární tisk. Mezi svým dvacátým a třicátým rokem se Randi vydával za senzibila, aby dokázal, že vlastně používají jednoduché triky. Krátce také psal astrologický sloupek v kanadském bulváru "Midnight" pod pseudonymem "Zo-ran," jednoduše tak, že přehazoval příspěvky z novinových astrologických sloupků a náhodně je skládal do sloupku. Po třicítce pracoval Randi ve filipínských nočních klubech a po celém Japonsku. Byl svědkem mnoha triků, které byly prezentovány jako nadpřirozené. Jedním z jeho prvních známých odhalení bylo odhalení televizního evangelizátora (TV-evangelist) Petera Popoffa z roku 1986, který tvrdil, že jeho jasnovidectví je projevem toho, že slyší Boží hlas, jako podvodníka (dále viz níže).

## Kariéra

### Kouzelník
Ačkoli se sám označuje za "kejklíře" (anglicky conjuror), jeho kariéra profesionálního jevištního kouzelníka a "mistra úniků" začala v roce 1946. Nejdříve se prezentoval pod svým skutečným jménem, Randall Zwinge, které později nahradil pseudonymem "The Amazing Randi" ("Úžasný Randi"). V začátcích své kariéry předvedl množství útěků z vězeňských cel a sejfů. 7. února roku 1956 se objevil naživo v televizním pořadu The Today Show stanice NBC, kde dokázal vydržet 104 minut v zapečetěné kovové rakvi, ponořené v hotelovém bazénu, čímž pokořil údajný Houdiniho 93minutový rekord.
V polovině 60. let 20. století uváděl Randi The Amazing Randi Show (Show Úžasného Randiho) na newyorské rozhlasové stanici WOR. Do této rozhlasové show, která vyplnila mezeru po obdobném pořadu Long Johna Nebela, který přešel v roce 1962 do WNBC, byli často zváni hosté, kteří obhajovali paranormální jevy, mezi nimi i tehdejší Randiho přítel James Moseley. Randi na oplátku promluvil v roce 1967 na Moseleym pořádaném Čtvrtém kongresu vědeckých ufologů v New York City, kde uvedl: "Nedělejme ze sebe blázny. V tomhle všem je zapleteno pěkných pár rozmanitých lhářů. I když mezi vším tím odpadem a nesmysly páchanými ve jménu ufologie, myslím, je malé zrnko pravdy." (orig.: "Let's not fool ourselves. There are some garden variety liars involved in all this. But in among all the trash and nonsense perpetrated in the name of Ufology, I think there is a small grain of truth.")
Randi také uváděl mnohé televizní speciály a objel několik světových turné. Jako "The Amazing Randi" se od roku 1967 do roku 1972 pravidelně objevoval v televizní show s názvem "Wonderama" (Divnorama) v 70. letech také uváděl oživení dětské show z 50. let, "The Magic Clown" (Kouzelný klaun), i když tento program měl pouze krátké trvání. Ve vydání anglického kouzelnického časopisu Abracadabra z 2. února 1974 uvedl v souvislosti s kouzelnickou komunitou: "Neznám žádné povolání, ve kterém by tolik záleželo na vzájemné důvěře a víře, jako v tom našem." (orig. "I know of no calling which depends so much upon mutual trust and faith as does ours.") V prosincovém čísle The Linking Ring z roku 2003, měsíčníku "Mezinárodního bratrstva kouzelníků", v článku "Points to Ponder" na straně 97, je uvedeno: "Možná je to Randiho morálka, co ho dělá úžasným" (orig.: "Perhaps Randi's ethics are what make him Amazing") a "Úžasný Randy nejenže vede řeči, ale také činí činy." (orig. "The Amazing Randi not only talks the talk, he walks the walk.")

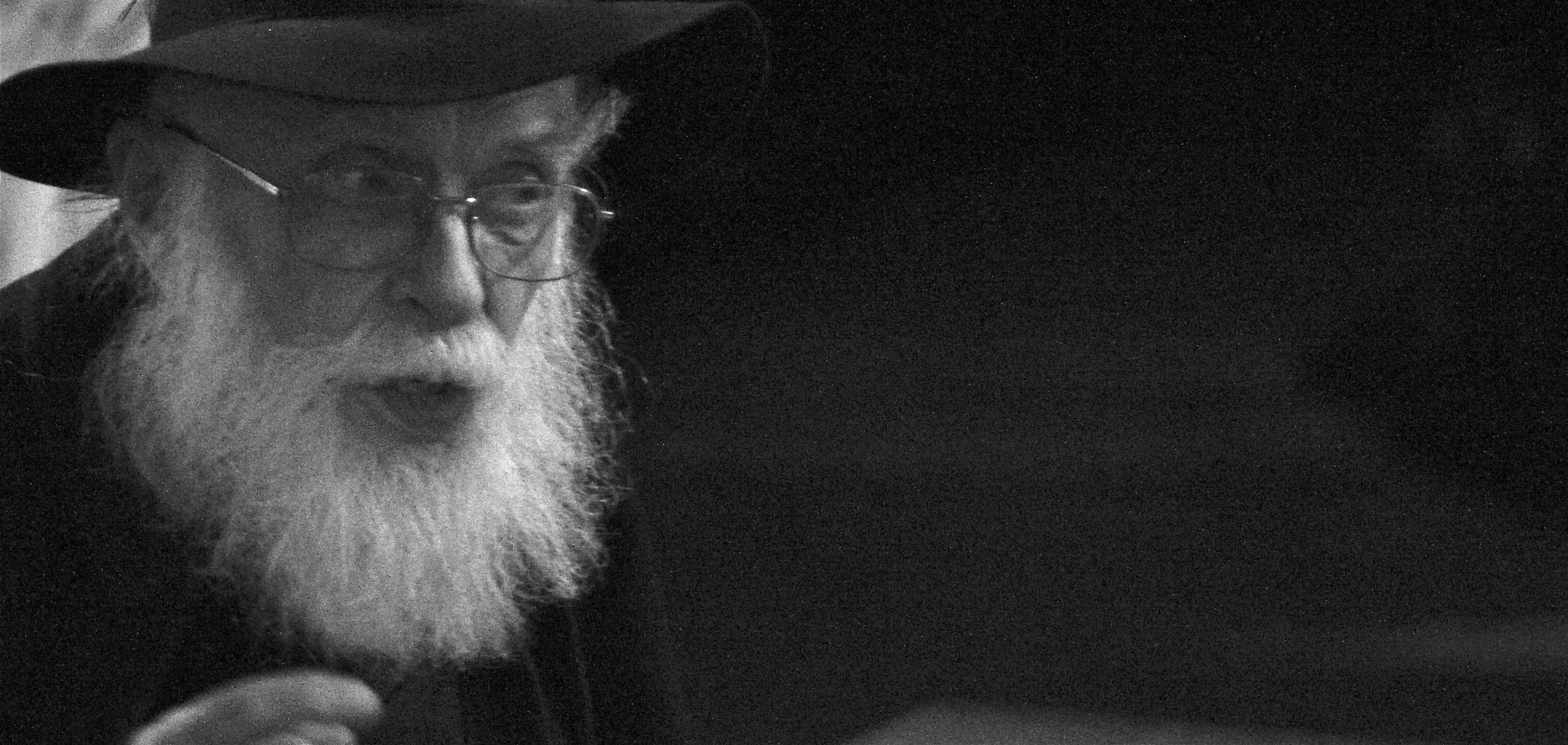
James Randi

Během turné Alice Coopera v letech 1973–1974 vystupoval na jevišti jako zubař a popravčí. Navrhl a postavil také několik jevištních rekvizit, např. kouzelnickou gilotinu. Krátce nato, v roce 1976, v představení pro kanadský televizní speciál World of Wizards (Svět čarodějů), unikl Randi ze svěrací kazajky, zatímco byl zavěšen vzhůru nohama nad Niagarskými vodopády.
Randi byl jednou dokonce obviněn, že využívá "psychické síly" při představeních jako "ohýbání lžíce". Podle James Alcocka, během setkání, kde Randi duplikoval představení Uriho Gellera, vykřikl na Randiho profesor z buffalské univerzity, že je podvodník. Randi odpověděl: "Ano, skutečně, jsem šejdíř, jsem podvodník, jsem šarlatán, živím se tím. Všechno, co jsem zde předvedl, byl trik." Profesor mu odvětil: "Ne, tak to nemyslím. Jste podvodník, protože předstíráte, že děláte tyhle věci pomocí triků, ale ve skutečnosti využíváte nadpřirozených sil a obelháváte nás tím, že to nepřiznáte." Podobný incident se udál se senátorem Claibornem Pellem, věřícím v paranormální jevy. Když Randi demonstroval, jak je možné spatřit skrytou kresbu za pomoci triků, Pell tomu odmítl uvěřit s prohlášením: "Myslím, že Randy je zřejmě médium a neuvědomuje si to." Randi důsledně popírá, že by vládl jakýmikoli nadpřirozenými silami či schopnostmi.

### Autor
Randi je autorem knihy biografií proslulých kouzelníků Conjuring (Kouzlení, 1992). Kniha má podtitul: Being a Definitive History of the Venerable Arts of Sorcery, Prestidigitation, Wizardry, Deception, & Chicanery and of the Mountebanks & Scoundrels Who have Perpetrated these Subterfuges on a Bewildered Public, in short, MAGIC! (volný překl.: jest definitivní historií váženého umění čarodějnictví, manipulace, čárů, klamů a podfuků a švidlířů a ničemů, kteří se dopustili těchto lstí na zmatené veřejnosti, ve zkratce, KOUZEL!). Kniha vybírá nejvlivnější kouzelníky a vysvětluje jejich minulost v kontextu podivných úmrtí a kariér na cestách. Tato práce rozšířila Randiho první knihu, která se jmenuje Houdini, His Life and Art (Houdini, jeho život a umění). Tato ilustrovaná publikace byla vydána v roce 1976 a jejím spoluautorem je Bert Randolph Sugari. Je zaměřena na profesionální a osobní život Houdiniho.
Randi napsal v roce 1989 také dětskou knihu nazvanou The Magic World of the Amazing Randi (Kouzelný svět Úžasného Randiho), která představovala dětem kouzelnické triky. Vedle těchto kouzelnických knih napsal ještě několik naučných prací o paranormálních jevech a pseudovědě. Mezi ně patří biografie Uriho Gellera a Nostradama a dále odborný materiál o dalších významných paranormálních postavách. Momentálně pracuje na knize A Magician in the Laboratory (Kouzelník v laboratoři), která líčí jeho aplikování skepticismu ve vědě, i když v lednu 2011 vyjádřil pochybnosti, jestli vůbec bude dokončena. James Randi poté potvrdil, že kniha bude předána nakladatelům 20. května 2012. Je členem mužského literárního společenského klubu "Trap Door Spiders", který posloužil i jako předloha pro fiktivní klub řešitelů záhad Isaaca Asimova "Black Widowers" (Černí vdovci).

### Skeptik
Randi se dostal do středu mezinárodní pozornosti v roce 1972, kdy veřejně napadl výroky Uriho Gellera. Obvinil Gellera z toho, že není nic víc než šarlatán a podvodník, který používá standardní kouzelnické triky, aby dosáhl svých údajně paranormálních kousků. Svá tvrzení prezentoval v knize The Truth About Uri Geller (Pravda o Rudy Gellerovi). V roce 1991 Geller Randiho zažaloval o 15 milionů dolarů a prohrál. Gellerova žaloba proti "Committee for Scientific Investigation of Claims of the Paranormal (CSICOP) (volný překl.: Výbor pro vědecké zkoumání tvrzení o paranormálních jevech) byla v roce 1995 zamítnuta a Gellerovi bylo nařízeno zaplatit 120 tisíc dolarů za podávání nesmyslné žaloby. Randi také zavrhl Gellerovo tvrzení, že je schopen jistého druhu senzibilního fotografování, které se stalo známým v případu Teda Seriose. Randi argumentuje tím, že je to způsob trikové fotografie s pomocí příručního optického přístroje.
Randi byl zakladatelem a prominentním členem CSICOPu. V době trvání Gellerova právního sporu požadovalo vedení CSICOPu, aby Randi upustil od komentářů ke Gellerovi, aby se nestali terčem jeho soudního sporu. To Randi odmítl a rezignoval, ačkoli si nadále se skupinou udržoval dobré vztahy. Komise se v roce 2006 přejmenovala na "the Committee for Skeptical Inquiry (CSI)" (volný překl.: Výbor pro skeptické zkoumání). V roce 2010 byl Randi jedním ze 16 nových členů CSI, zvolených výborem.

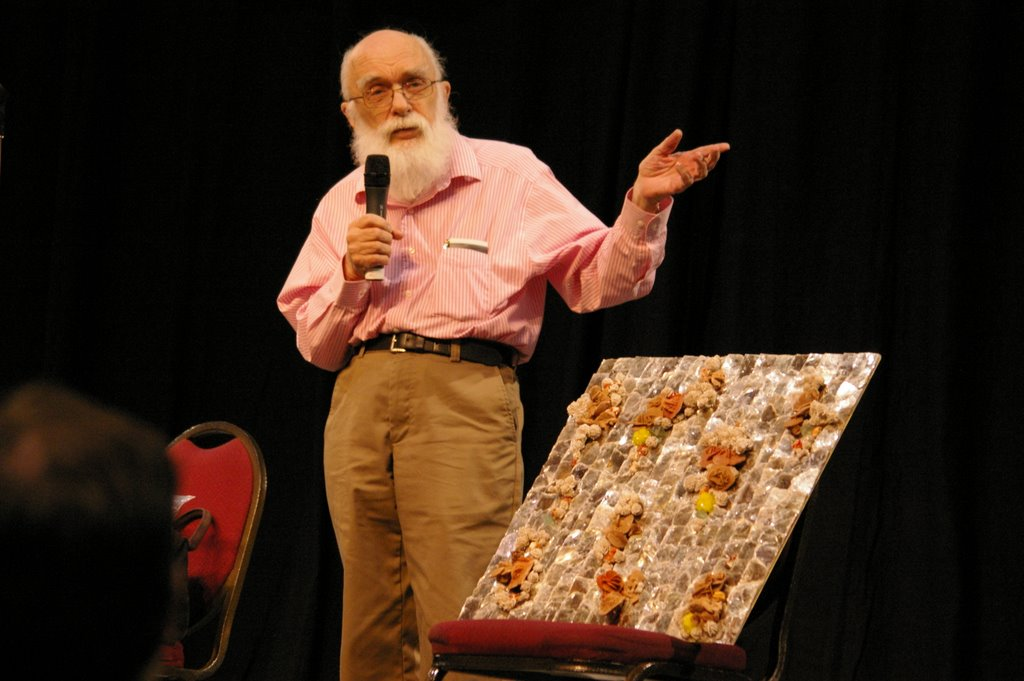
James Randi v roce 2007

Randi pokračoval napsáním několika knih kritizujících víru v paranormální jevy a nárokování si paranormálních schopností. Demonstroval také chyby ve studiích zabývajících se existencí paranormálních fenoménů. Ve své mystifikaci "Projekt Alfa" Randi prokázal, že byl schopen zorganizovat tříleté zpronevěřování experimentu paranormálního výzkumu placeného ze soukromých fondů. Mystifikace se stala skandálem a názornou ukázkou nedostatků mnohých projektů paranormálního výzkumu na univerzitní úrovni.
Randi se objevil v četných televizních show, někdy aby přímo odhalil údajné schopnosti dalších hostů. V roce 1981 se v pořadu That's My Line objevil Randi proti senzibilovi Jamesi Hydrickovi, který prohlásil, že dokáže pohnout předměty silou vůle a vystoupil, aby toto tvrzení prokázal v živém televizním vysílání tím, že otočí stránku telefonního seznamu aniž by se jí dotkl. Randi zjistil, že Hydrick tajně na seznam fouká a naaranžoval pro demonstraci na stůl před telefonní seznam foukanou pěnu používanou k balení křehkých předmětů. To zabránilo Hydrickovi v předvedení jeho schopností, které by byly odhaleny, kdyby se balicí pěna foukáním pohnula. Randi píše, že nakonec Hydrick vše přiznal ("confessed everything").
Randimu byla v roce 1986 udělena cena nadace "MacArthur Foundation Genius". Pětiletý grant podpořil Randiho vyšetřování "léčitelů vírou", včetně W. V. Granta, Ernesta Angleye a Petera Popoffa, kterého Randi poprvé odhalil v pořadu The Tonight Show Starring Johnny Carson v březnu roku 1986. Když se doslechl o jeho vyšetřování Popoffa, pozval Johnny Carson Randiho do své noční televizní show, aniž by viděl důkaz, který chtěl Randi předvést. Carson byl doslova omráčen, když Randi ukázal krátkou pasáž videa z jednoho z Popoffových vysílání, která ukazovala, jak vyvolává ženu z publika a prozrazuje na ní osobní informaci, která, jak prohlašoval, přišla od Boha, a pak provádí uzdravující rituál přiložením rukou, aby vyhnal z jejího těla ďábla. Potom Randi přehrál video znovu, ale s několika přidanými zvuky, které on a jeho vyšetřovací tým zachytili v průběhu události s použitím radiového přijímače a nahrávacího zařízení. Jejich přijímač zachytil radiovou frekvenci, kterou Popoffova manželka Elizabeth používala v zákulisí k vysílání pokynů a informací do miniaturního přijímače skrytého v Popoffově levém uchu. Informace získávali Popoffovy asistenti, kteří před show rozdali obecenstvu "modlitební kartičky" s instrukcemi, aby na ně napsali všechny informace, které reverend Popoff bude potřebovat, až se za ně bude modlit.
Zpravodajství médií, odstartované Randiho skandálním odhalením v pořadu The Tonight Show, vedlo mnoho televizních stanic ke stažení Popoffovy show a v září roku 1987 nakonec i k jeho bankrotu.
Tento "televangelista" se nicméně po další dekádě navrátil k vysílacím vlnám s propagací "léčby vírou", což údajně vyneslo více než 23 milionů dolarů od diváků posílajících peníze za přislíbené uzdravení a hojnost. Televizní stanice "Think Again! TV" (Znovu se zamysli!) Kanadského centra pro vyšetřování (The Candian Centre for Inquiry) zdokumentovala jedno z Popoffových dřívějších vystoupení, z 26. května 2011 v Torontu, před početným publikem, které doufalo ve vysvobození z nemocí a chudoby.
V roce 1988 otestoval Randi naivitu médií tím, že sám způsobil skandál. Spojil se s australským televizním pořadem 60 minutes a uvolnil balíček informací pro tisk, čímž zajistil publicitu pro telepata zvaného Carlos, kterým byl ve skutečnosti Randiho přítel, umělec Jose Alvarez. Randi mu s pomocí důmyslného radiového zařízení napovídal, co říkat. Média i veřejnost se nechala oklamat, když se žádný z reportérů nenamáhal ověřit Carlosovo renomé a minulost, které byly kompletně vymyšlené. Skandál byl provalen v pořadu 60 minutes, kde Carlos a Randi vysvětlili provedení.
V knize The Faith Healers (Léčitelé vírou) Randi napsal, že jeho vztek a neústupnost pramení ze soucitu s oběťmi podvodů. Vyjádřil se také kriticky k osobě sebezvaného chirurga-senzibila známého pod jménem João de Deus (Jan z Boha), kterému se dostalo světové pozornosti. Randi podotkl ohledně senzibilního operování toto: "Pro každého zkušeného kouzelníka jsou metody těchto zdánlivých zázraků průhledné. ("To any experienced conjurer, the methods by which these seeming miracles are produced are very obvious.")
V roce 1982 potvrdil Randi schopnost philadelphského fyzika Arthura Lintgena, který dokáže rozpoznat klasickou hudbu nahranou na vinylové desce pouze prohlédnutím jejího drážkování. Lighten nicméně netvrdí, že by měl nějaké paranormální schopnosti, pouze znalost způsobu, kterým drážky tvoří vzory na určitých deskách.
James Randi prohlásil, že Daniel Dunglas Home, který dokázal údajně hrát na akordeon, který byl uzavřený v kleci, aniž by se ho dotýkal, byl při různých příležitostech přistižen při podvodu, ale tyto nehody nikdy nebyly zveřejněny. Prohlásil také, že daný akordeon byla jednooktávová harmonika, skrytá pod Homeovým velkým knírem a že takové jednooktávové harmoniky byly po jeho smrti nalezeny v pozůstalosti. Randi tvrdí, že mu William Lindsay Gresham řekl "okolo roku 1960," že tyto harmoniky viděl v Homeově sbírce ve Společnosti pro výzkum senzibility. Eric Dingwall, který sepisoval Homeovu sbírku, když dorazila do Společnosti, oficiálně přítomnost harmonik nepotvrdil. Podle Petera Lamonta, autora rozsáhlé Homeovi biografie: "Je nepravděpodobné, že by si jich Dingwall nevšiml nebo by jejich existenci nezveřejnil." ("It is unlikely Dingwall would have missed these or did not make them public.")
Randi rozlišuje mezi pseudovědou a "ztřeštěnou vědou" (crackpot science). Většina parapsychologie je, jak argumentuje, pseudovědou, např. homeopatie, ale nicméně je to legitimní věda, i když podle jeho názoru je podivné, že ani po 120 letech výzkumu nedokázali praktikující přijít s jediným přesvědčivým důkazem. Srovnává tento neúspěch s doktorem, který během své obdobně dlouhé kariéry nevyléčil jediného pacienta, a přesto stále setrvává ve své profesi.

## Vzdělávací nadace Jamese Randiho (JREF)

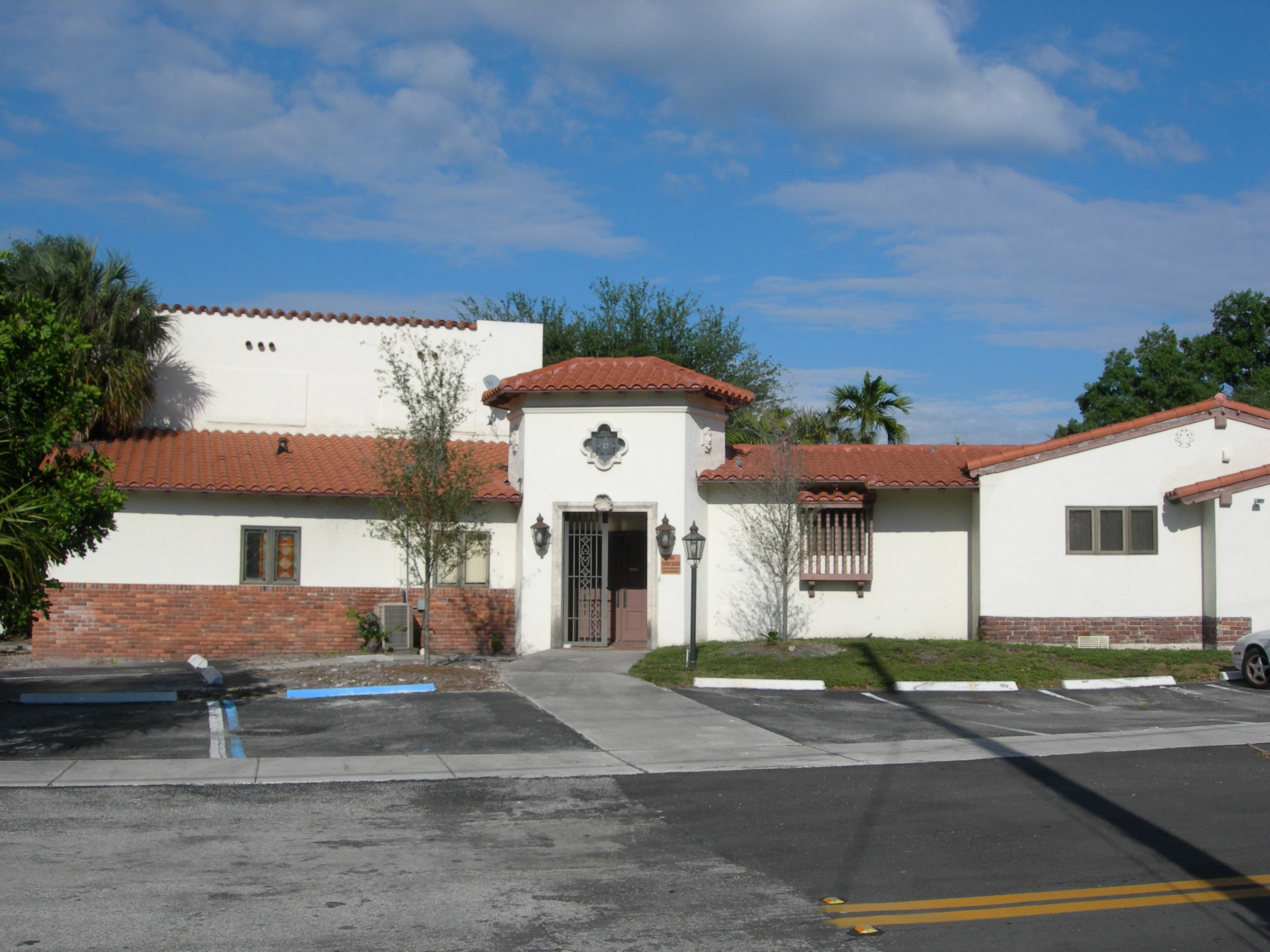
Kanceláře nadace JREF ve Fort Lauderdale na Floridě

V roce 1996 založil Randi vzdělávací nadaci James Randi Educational Foundation (JREF). On a jeho kolegové aktualizují nadační blog nazvaný Swift. Randi také přispívá pravidelným sloupkem nazvaným "'Twas Brillig," (pozn. překl.: podle části verše básně Jabberwocky z Alenky v říši divů) do Skeptického magazínu vydávaného Skeptickou společností. V tomto týdeníkovém komentáři podává Randi často příklady toho, co označuje za nesmysly, se kterými se každodenně potýká.
Pravidelně také vystupuje v podcastech, například v oficiálním podcastu Skeptické společnosti nazvaném Skepticality (Skeptičnost) nebo v oficiálním podcastu "Centra pro vyšetřování" nazvaném Point of Inquiry (Smysl vyšetřování). Od září 2006 občasně přispíval do podcastu The Skeptics' Guide to the Universe (Skeptického průvodce po vesmíru) se svým sloupkem nazvaným "Randi speaks" (Randi hovoří). Kromě toho se v podcastu The Amazing Show (Úžasná show) Randi dělí o různé anekdoty ve formátu rozhovorů.

## Pohled na náboženství
Ve své eseji nazvané Why I Deny Religion, How Silly and Fantastic It Is, and Why I'm a Dedicated and Vociferous Bright (Proč zavrhuji náboženství, jak pošetilé a podivné je, a proč jsem nadšeným a hlasitým brightistou), Randi, který se označuje za ateistu, uvedl, že mnoha zprávám v náboženských textech, včetně neposkvrněného početí, zázraků Ježíše Krista a rozestoupení Rudého moře Mojžíšem, není možné věřit. Randi se kupříkladu zmiňuje o Panně Marii jako o "oplodněné druhem jakéhosi ducha, výsledkem čehož byl syn, který dokázal chodit po vodě, vzkřísit mrtvé, přeměnit vodu ve víno a znásobovat bochníky chleba a ryby" (cit.:"impregnated by a ghost of some sort, and as a result produced a son who could walk on water, raise the dead, turn water into wine, and multiply loaves of bread and fishes"). Také zpochybňuje, jak Adam a Eva" mohli mít dva syny, z nichž jeden zabil toho druhého, a ještě zvládli osídlit zemi, aniž by spáchali incest" (cit.:"could have two sons, one of whom killed the other, and yet managed to populate the earth without committing incest.") Píše, že v porovnání s Biblí je "Čaroděj ze země Oz daleko uvěřitelnější. A také zábavnější." (cit.:"The Wizard of Oz is more believable. And more fun.")
V Encyklopedii tvrzení, podvodů a skandálů okultu a nadpřirozena (An Encyclopedia of Claims, Frauds, and Hoaxes of the Occult and Supernatural) pohlíží skepticky na rozličné duchovní praktiky. O meditačních technikách gurua Maharaje Ji píše: "Jen ti velmi naivní byli přesvědčeni, že jim bylo umožněno nahlédnout do jakéhosi nebeského tajemství. (cit.: "Only the very naive were convinced that they had been let in on some sort of celestial secret.") V roce 2003 byl jedním ze signistů Humanistického manifestu.

## Milionová paranormální výzva
Vzdělávací nadace Jamese Randiho (JREF) do roku 2015 nabízela peněžní odměnu jednoho milionu dolarů oprávněným uchazečům, kteří by dokázali předvést nadpřirozené schopnosti v rámci odsouhlasených vědeckých testovacích kritérií. Podobně jako při výzvách Johna Nevila Maskelyneho nebo Houdiniho, poskytl v roce 1964 Randi 1 000 dolarů z vlastních peněz, které měly být vyplaceny komukoliv, kdo by podal objektivní důkaz nadpřirozeného jevu.
Od té doby narostla odměna na 1 000 000 dolarů a měla oficiálně ustanovená pravidla. Nikdo dosud nepostoupil přes úvodní test, který byl nastaven podle parametrů odsouhlasených jak Randim, tak uchazečem. Nadace odmítá přijmout jakékoli vyzyvatele, kteří mohou následkem testování utrpět vážná poranění či smrt.

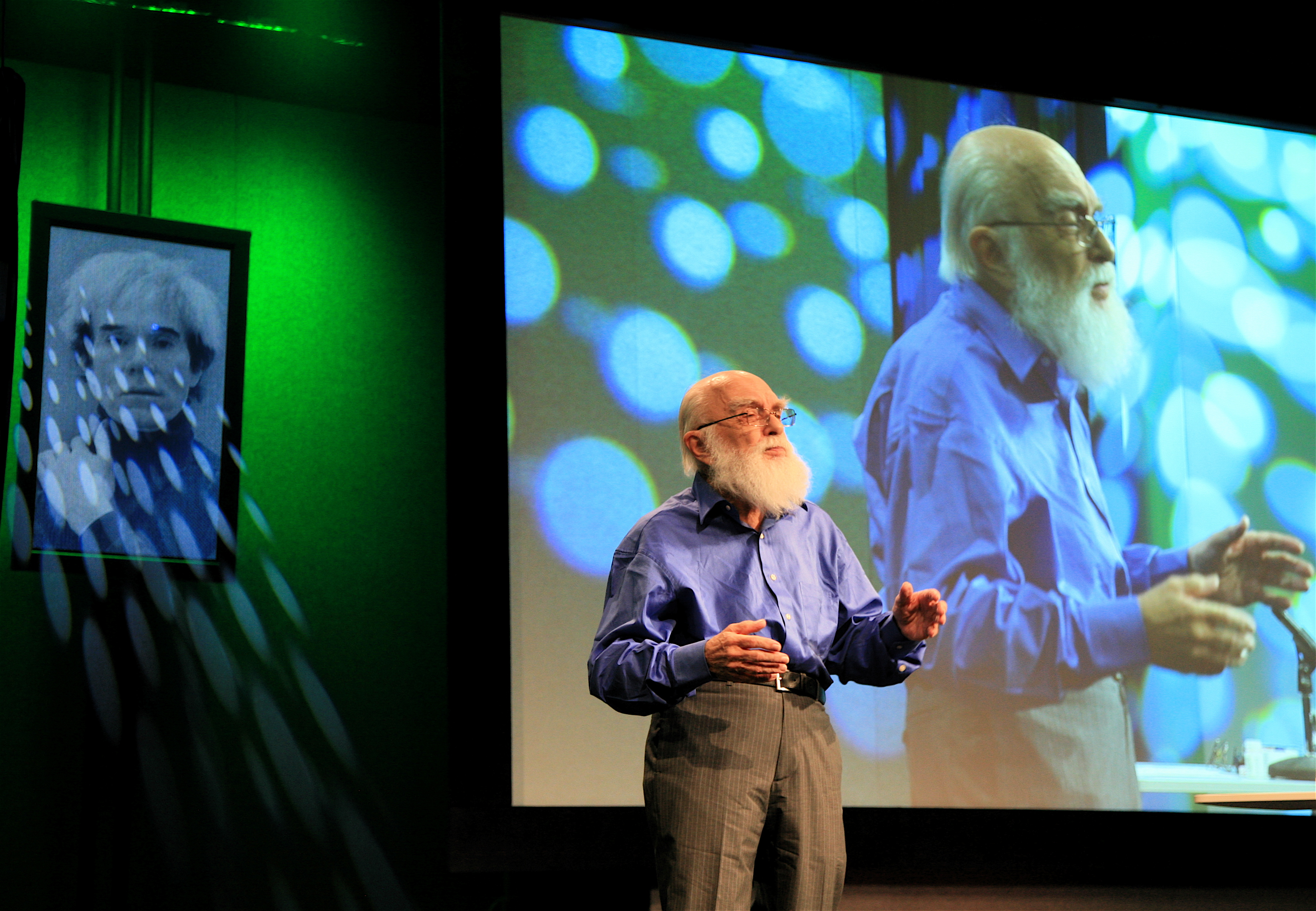
James Randi v roce 2007

6. března 2001 se v pořadu Larry King Live (Naživo s Larry Kingem), zeptal King Sylvie Brownové, jestli by výzvu přijala a ona souhlasila. Randi se pak s Brownovou objevil v Naživo s Larry Kingem 3. září 2001 a ona výzvu opět přijala. Nicméně odmítla být testována a tak Randi umístil na své internetové stránky hodiny, které počítají týdny, které uběhly od doby, kdy Brownová přijala výzvu bez toho, že by pokročila k testování. 5. června 2001, během pořadu Naživo s Larry Kingem vyzval Randi Rosemary Alteovou, aby podstoupila zkoušku za jeden milion dolarů. Altea na otázku ale ani neodpověděla. Místo toho částečně odpověděla takto: "Souhlasím s tím, co říká. Že existuje spousta, spousta lidí, kteří prohlašují, že jsou duchovními médii, že hovoří s mrtvými. Je spousta takových lidí, to všichni víme. Všude je spousta podvodníků a šarlatánů." (cit.: "I agree with what he says, that there are many, many people who claim to be spiritual mediums, they claim to talk to the dead. There are many people, we all know this. There are cheats and charlatans everywhere." Altea a Randi se znovu objevili v pořadu "Naživo s Lerry Kingem" 26. ledna 2007. Znovu odmítla odpovědět, zda by přijala Milionovou výzvu.
Počínaje 1. dubnem 2007 bylo přihlášení se k výzvě umožněno pouze těm, kteří již měli nějaký mediální profil a podporu uznávaného akademického pracovníka. Výsledkem mělo být, že zdroji nebude plýtváno na testování téměř neznámých uchazečů, ale budou naopak zaměřeny na prominentní údajné psychotroniky a média jako Sylvia Brownová, Allison DuBoisová a John Edward s kampaní v médiích.
JREF udržuje veřejný záznam zúčastněných v Milionové výzvě.

## Právní spory
Randi byl zapojen do celé škály právních sporů, ale jak prohlašuje, "nikdy nezaplatil ani dolar a dokonce ani cent nikomu, kdo ho zažaloval." (cit.: "never paid even one dollar or even one cent to anyone who ever sued me.") Nicméně připouští, že vyplatil velké sumy na svou obhajobu v těchto sporech.

### Eldon Byrd
Okresní soud v Baltimoru uznal Randiho vinným z pomluvy Eldona Byrda, když ho nazval "odsouzeným za zneužívání dětí," protože ačkoli byl Byrd shledán vinným trestným činem dětské pornografie a doznal se ke zneužívání, bylo doznání součástí dohody o přiznání viny, takže ve skutečnosti odsouzen nebyl. Žádné odškodné nebylo Byrdovi přiznáno.

### Uri Geller
Podle Randiho ho Geller zkusil několikrát zažalovat a obvinit ho z nactiutrhání. Geller nikdy nevyhrál, s výjimkou usnesení japonského soudu, který Randimu uložil zaplatit Gellerovi třetinu z jednoho procenta z toho, co Geller požadoval. Toto usnesení ale bylo zrušeno a věc byla stažena, když se Geller rozhodl soustředit na jinou právní záležitost.
V roce 1991 Randi poznamenal, že Gellerova veřejná představení jsou stejně kvalitní jako ta ze zadních stran krabic s cereáliemi (pozn. překl.: různé hádanky či hříčky nevalné kvality, běžné na obalech v USA). Geller zažaloval jak Randiho, tak CSICOP. CSICOP se obhajoval tím, že organizace není zodpovědná za Randiho prohlášení. Soud souhlasil s tím, že zahrnutí CSICOPu bylo nesmyslné a vyřadil ho z žaloby, takže Randi dále čelil žalobě sám. Gellerovi bylo uloženo značné odškodnění CSICOPu. Randi a Geller následně urovnali svůj spor mimosoudní cestou, jejíž detaily byly drženy v tajnosti. Ujednání zahrnovalo také dohodu, že Geller nebude po Randim požadovat odškodné v japonském případu ani v jiných nedořešených případech.

### Další
Allison DuBoisová, na jejímž životním příběhu byl založen děj televizního seriálu Medium, pohrozila Randimu žalobou za použití fotografie její osoby z jejích internetových stránek bez svolení v jeho komentáři ze dne 17. prosince 2004. Randi foto odstranil a v současné době používá při zmiňování DuBoisové na svých stránkách její karikaturu, počínaje jeho komentářem ze dne 23. prosince 2005.
Ke konci roku 1996 Randi zahájil soudní spor o újmu na cti proti Earlovi Gordonu Curleymu, senzibilovi z oblasti kolem Toronta.
Curley pronesl na Usenetu několik krajně nevhodných komentářů o Randim. Navzdory vybízení Randiho přes Usenet, aby podal žalobu (Curleyho poznámky naznačovaly, že kdyby ho Randi nezažaloval, pak musejí být nařčení pravdivá), zdál se Curley zcela zaskočen, když si Randy opravdu našel největší torontskou právnickou firmu a zahájil soudní řízení. Žaloba byla nakonec v roce 1998 stažena, když Earl Curley ve věku 51 let zemřel.
Výrobce Sniffexu, proutkařského zařízení na detekci výbušnin, zažaloval v roce 2007 Randiho a JREF a spor prohrál. Sniffex Randiho zažaloval za jeho komentáře týkající se vládního testu, ve kterém zařízení Sniffexu neuspělo. Společnost byla později vyšetřována a obviněna z podvodu.

## Osobní život
V roce 1987 se Randi stal občanem Spojených států amerických. Uvedl, že jedním z důvodů, proč se stal americkým občanem, byl incident, při němž jim na Randiho společném turné s Alice Cooperem kanadská policie (RCMP) prohledala během představení skříňky. Nic nebylo nalezeno, ale RCMP zdemolovala celou místnost.
V únoru 2006 prodělal Randi operaci srdce, tzv. bypass. Počátkem roku 2006 byl jeho stav prohlášen stabilním s tím, že "požívá výborné péče" a jeho stav se zlepšoval. Týdenní aktualizace komentářů na jeho internetových stránkách byly, zatímco byl v nemocnici, prováděny hosty. Randi se po své operaci zotavil a byl schopen pomoci zorganizovat a zúčastnit se akce "Amazing Meeting" (Úžasné setkání) v Las Vegas, každoročního setkání vědců, kouzelníků, skeptiků, ateistů a volnomyšlenkářů.
V červnu 2009 byla Randimu diagnostikována rakovina střev. Ze střev mu byl během laparoskopické operace odstraněn nádor velikosti ping-pongového míčku. Tuto diagnózu oznámil o týden později na "Úžasném setkání 7" spolu se skutečností, že má v následujících týdnech nastoupit chemoterapii. Na konferenci také pronesl: "Jednoho dne zemřu. Nic víc na tom není. Víte, je to zlé, ale musím udělat místo. Spotřebovávám spoustu kyslíku a tak. Osobně si myslím, že jde o dobré využití kyslíku, ale samozřejmě, v téhle věci jsem trochu předpojatý." (cit.: "One day, I'm gonna die. That's all there is to it. Hey, it's too bad, but I've got to make room. I'm using a lot of oxygen and such—I think it's good use of oxygen myself, but of course, I'm a little prejudiced on the matter.") Randi také prohlásil, že až bude po smrti, nechce, aby se jeho fanoušci obtěžovali s muzeem pojmenovaným po něm nebo s pochováním do nóbl hrobky. Místo toho, prohlásil, "chci být zpopelněn a chci, aby byl můj popel fouknut Uri Gellerovi do očí." (cit.: "I want to be cremated, and I want my ashes blown in Uri Geller's eyes." Poslední část chemoterapie podstoupil Randi 31. prosince 2009, jak uvedl ve videu ze dne 12. ledna 2010, ve kterém vyprávěl, že jeho chemoterapický zážitek nebyl tak nepříjemný jak si představoval. Ve videu, zveřejněném 12. dubna 2010, Randi prohlásil, že mu byl předán čistý chorobopis.
V blogerském příspěvku ze dne 21. března 2010 se Randi veřejně přihlásil ke své homosexualitě. K tomuto kroku, jak vysvětlil, byl inspirován filmovým dramatem Milk, ve kterém Sean Penn ztvárnil Harveyho Milka, prvního otevřeně homosexuálního člověka zvoleného do veřejné funkce v Kalifornii.

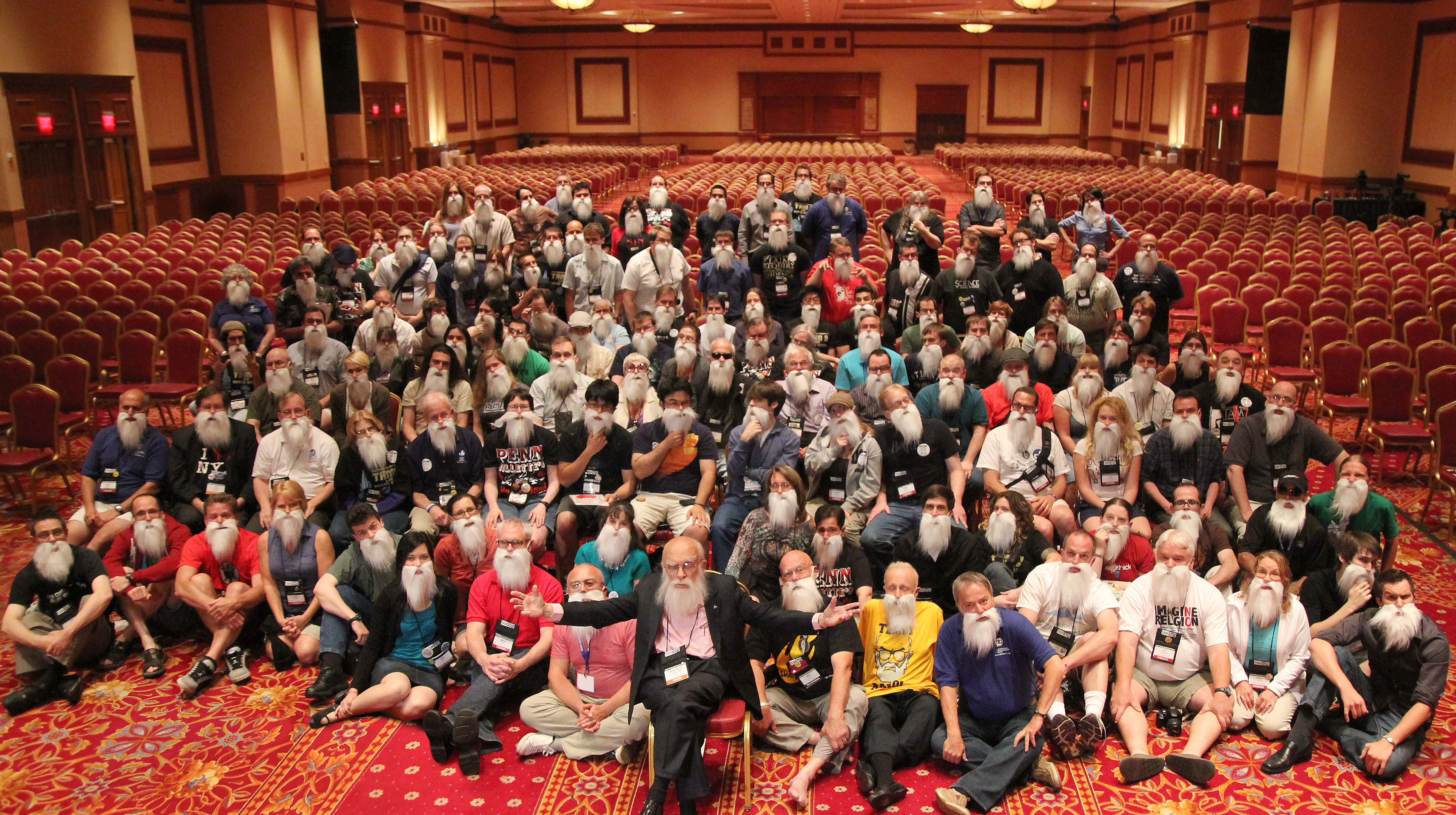
Pocta Jamesi Randimu (The Amazing Meeting 2009 – TAM9, The Independent Investigations Group – IIG)

## Ocenění
- V roce 1981 byla po Randim, který byl vždy aktivním astronomem amatérem, pojmenována planetka "3163 Randi". Povzbuzoval ho jeho přítel Carl Sagan.[13]
- Členství v nadaci MacArthur Foundation za jeho prověřování výroků Uri Gellera a televizních "léčitelů vírou". 1986[104]
- Americká fyzikální společnost, Cena fóra Josepha A. Burtona (American Physical Society, Joseph A. Burton Forum Award), 1989[105]
- Cena Richarda Dawkinse (Richard Dawkins Award), 2003[106]
- Philip J. Klass Award, 2007[107]
- Skupina pro nezávislý výzkum (Independent Investigations Group (IIG)) mu udělila ocenění za celoživotní dílo (Lifetime Achievement Award), srpen 2007. Předchozí laureáti Carl Sagan a Harry Houdini.[108]
- Výbor pro skeptický výzkum (Committee for Skeptical Inquiry) (CSI) – Cena chvály rozumu (In Praise of Reason Award), 2009
- Zvolen členem Výboru pro skeptický výzkum (Committee for Skeptical Inquiry), 2010[109]
- Akademie kouzelnických umění (Academy of Magical Arts), členství za celoživotní dílo, duben 2012[110]
- Americká asociace humanistů (American Humanist Association), ocenění za celoživotní dílo, červen 2012[111]

## Světové rekordy
Následující činy jsou Guinnessovými rekordy:
- Randi strávil v zapečetěné rakvi pod vodou hodinu a 44 minut, čímž překonal Houdiniho rekord jedné hodiny a 33 minut z 5. srpna 1926.[13]
- Randi byl uzavřen v bloku ledu po dobu 55 minut.[13]

## Televize a film

### Herec
- Good to See You Again, Alice Cooper (1974) jako zubař/popravčí
- Ragtime (1981) (koordinátor triků: Houdini)
- Penn & Teller's Invisible Thread (1987) (TV)
- Penn & Teller Get Killed (1989) jako "3rd Rope Holder"
- Beyond Desire (1994) jako Coroner

### Hrál sám sebe
- Wonderama (1955) (TV) jako "Úžasný Randi" (The Amazing Randi)
- I've Got a Secret (1965) (TV) jako "Úžasný Randi" (The Amazing Randi)
- Happy Days – "The Magic Show" (1978) jako "Úžasný Randi" (The Amazing Randi)[113]
- Zembla, 'De trucs van Char' (The tricks Char uses). (březen 2008)  De trucs van Char, het medium – 23 maart 2008: ZEMBLA: [online]. [cit. 2012-12-08]. Dostupné v archivu pořízeném dne 2008-03-24.
- ZDF German TV (2007)
- Wild Wild Web (1999)
- West 57th (TV seriál) (80. léta 20. stol.)
- Welt der Wunder – Kraft der Gedanken (leden 2008)
- Today on NBC (1980s)
- The Don Lane Show (1980)
- That's My Line (1981) (Objevil se spolu s Jamesem Hydrickem)
- The View (Americký tv seriál,) ABC TV (1999)
- The Tonight Show Starring Johnny Carson (32 vystoupení mezi léty 1973 a 1993)
- Secret Cabaret (produkováno spol. Open Media pro Channel 4 ve Velké Británii)
- The Power of Belief (TV) (6. srpna 1998) (ABC News Special) (TV)
- People are Talking (80. léta 20. stol.)
- The Patterson Show (70. léta 20. stol.)
- The Art of Magic (1998) (TV)
- The Ultimate Psychic Challenge (Discovery Channel/Channel 4) (2003)
- Spotlight on James Randi (2002) (TV)
- Secrets of the Super Psychics (Channel 4/The Learning Channel), produkováno spol. Open Media, 1997/8
- Scams, Schemes, and Scoundrels (A&E Special) (30. března 1997)
- Raitre TV Itálie (1991)
- Politically Incorrect s Billem Maherem
- Penn & Teller: Bullshit!
  - End of the World (2003) epizoda televizního seriálu
  - ESP (2003) epizoda televizního seriálu
  - Signs from Heaven (2005) epizoda televizního seriálu
- Oprah Winfrey
- Lawrence Leung Unbelievable TV Episode
- NOVA (TV seriál): Secrets of the Psychics (1993)
- Mitä ihmettä? (Finsko) (2003) epizoda televizního seriálu
- Midday Show (Austrálie) (90. léta 20. stol.)
- Magic or Miracle (1983)
- Magic (2004) (mini) TV seriál
- Larry King Live stanice CNN (5. června, 2001, 3. září, 2001, a 26. ledna, 2007)
- James Randi: Psychic Investigator (1991) (Open Media seriál pro TV síť ITV)
- James Randi Budapesten – Maďarský dokument
- Inside Edition – (1991, 2006, a 2007) TV
- Horizon – Homeopathy: The Test (2002) epizoda televizního cyklu
- Houdini Dead Men Talking (Biography Channel)
- Fornemmelse for snyd (2003) TV seriál (také archivní stopáž)
- Extraordinary People – The Million Dollar Mind Reader (září 2008). home – extraordinary people [online]. [cit. 2009-06-15]. Dostupné v archivu pořízeném dne 2007-07-09.
- Exploring Psychic Powers Live (7. června, 1989) (Uváděno Billem Bixbym)
- CBS This Morning (90. léta 20. stol.)
- Anderson Cooper 360, CNN (19. ledna 2007 a 30. ledna 2007)[114][115]
- A Question of Miracles (HBO) (1999)
- 20/20 (americká televizní show), ABC TV (11. května, 2007) AVILA, Jim. Selling Salvation?. abcnews.go.com. 20/20, May 11, 2007. Dostupné online [cit. 1. březnu, 2007].
- Dilbert (TV seriál) parodovaný v epizodě "The Infomercial" (1999)

## Ostatní média
- V roce 2007 pronesl na jedné z konferencí v rámci bloku TED (Technology, Entertainment and Design) řeč, ve které probíral psychotronické podvody, homeopatii a "milionovou výzvu" jeho nadace.[116]
- Jamese Randiho je možno slyšet v úvodu písně Tommyho Finkea "Poet der Affen/Poet of the Apes", vydané na stejnojmenném albu v roce 2010. Vzkaz byl nahrán Randim a poslán Finkovi přes email.[117]
- Hold Randiho mnohaleté práci v boji s pseudovědami vedl ke vzniku písně "Go Go Randi," autorů Eddieho a Jamese Horsfallů (2012).[118]